# Battaglia di Peritheorion
La battaglia di Peritheorion del 7 luglio 1345 avvenne tra le forze di Momčil, il sovrano quasi indipendente dei Rodopi, e una forza alleata bizantino-turca guidata da Giovanni VI Kantakouzenos e Umur Bey di Aydin. I due eserciti si scontrarono davanti alle mura della città di Peritheorion (oggi in rovina), e la battaglia si concluse con una schiacciante vittoria per l'esercito alleato, con lo stesso Momčil che cadde sul campo.

## Origini del conflitto
Dal 1341, nell'Impero bizantino era in corso una guerra civile tra la reggenza dell'infante Giovanni V Paleologo e l'ex reggente Giovanni VI Cantacuzeno. In questo conflitto, entrambe le parti chiesero aiuto agli stati vicini. Cantacuzeno inizialmente fece affidamento sull'aiuto di Stefano Dušan di Serbia, ma nel 1343 l'arrivo del suo vecchio amico e alleato, Umur Bey, rafforzò notevolmente la sua posizione.
Nello stesso anno, Momčil, un brigante bulgaro attivo nei monti Rodopi settentrionali, giurò fedeltà a Cantacuzeno. Fu premiato con il titolo di sebastocratore e gli fu dato il governo della regione di Merope, che si estendeva da est del fiume Nestos fino alle vicinanze di Komotini.  L'anno successivo, tuttavia, Umur Bey fu costretto a ritirarsi con le sue forze in Anatolia e Momčil disertò dalla parte della reggenza, per la quale fu ricompensato con il titolo di despota. Iniziò a razziare le terre ancora fedeli a Cantacuzeno e a perseguitare le piccole forze turche lasciate a Cantacuzeno, ottenendo una piccola vittoria quando bruciò un certo numero delle loro navi a Porto Lago. Quando Umur tornò in forza nella primavera del 1345, Momčil, approfittando della sua posizione nella terra di nessuno tra gli stati in guerra serbo, bulgaro e bizantino, si affermò come principe di fatto indipendente nell'area dei Rodopi.

## La battaglia
Nella tarda primavera del 1345, Umur giunse nuovamente in Tracia con una forza presumibilmente di 20 000 uomini. Lui e Cantacuzeno procedettero quindi a sottomettere Momčil. I due eserciti si incontrarono fuori Peritheorion il 7 luglio. Il fianco destro era comandato da Umur e il fianco sinistro dal nobile bizantino Giovanni Asen, fratello dell'imperatrice Irene Asanina e figlio di Andronico Asen. Momčil cercò di evitare la forza nemica molto più grande ritirandosi all'interno delle mura di Peritheorion, ma i suoi cittadini gli chiusero i cancelli contro.  La battaglia che ne seguì fu una disfatta, poiché i turchi molto più numerosi schiacciarono l'esercito di Momčil e lo uccisero nell'operazione.

## Conseguenze
Dopo la sua morte, le forze di Cantacuzeno riconquistarono la regione di Merope. Tuttavia, il ruolo svolto dai turchi in questa battaglia presagiva eventi futuri, poiché la conquista ottomana dei Balcani sarebbe iniziata solo pochi anni dopo. La vivace carriera di Momčil e il suo ruolo percepito come difensore contro i turchi gli assicurarono un posto importante nell'epico folklore della regione.